# Кулич
Кулич (с етимология от кула) е ранносредновековно (късноантично) укрепление при устието на река Велика Морава (Морава) в Дунав.
Укреплението е изградено на 300 m от устието на реката в Дунав, и в близост до късноантичния Маргум (на отстрещния десен бряг на Морава), наследен от средновековното българско селище Моравище (Моровиск).